# Olympische Sommerspiele 1904/Leichtathletik – Gewichtwurf (Männer)
Der Gewichtweitwurf der Männer bei den Olympischen Spielen 1904 in St. Louis wurde am 1. September 1904 im Francis Field entschieden. Der Wettbewerb stand nur hier in St. Louis auf dem olympischen Programm.
Olympiasieger wurde der Kanadier Étienne Desmarteau vor den beiden US-Amerikanern John Flanagan und James Mitchel.

## Rekorde
Die damals bestehenden Weltrekorde waren noch inoffiziell.
| Weltrekord         | 12,25 m                                           | John Flanagan                                     | USA                                               | 1897                                              |
| Olympischer Rekord | Wettbewerb zum ersten Mal im olympischen Programm | Wettbewerb zum ersten Mal im olympischen Programm | Wettbewerb zum ersten Mal im olympischen Programm | Wettbewerb zum ersten Mal im olympischen Programm |

Anmerkung:

Dieser Weltrekord wurde nicht nach den bei den Olympischen Spielen geltenden Regeln erzielt. Flanagan durfte zu seinem Wurf frei anlaufen, während in St. Louis aus einem 2,13-Meter-Kreis aus dem Stand geworfen wurde.
Folgende Rekorde wurden in dieser Disziplinen bei den Olympischen Spielen 1904 gebrochen oder eingestellt:
| OR | 10,465 m | Étienne Desmarteau | Kanada | 1. September |

## Ergebnis
| Platz | Athlet             | Land   | Weite (m)          |
| ----- | ------------------ | ------ | ------------------ |
| 1     | Étienne Desmarteau | Kanada | 10,465 OR0000000   |
| 2     | John Flanagan      | USA    | 10,1600000000000   |
| 3     | James Mitchel      | USA    | 10,1350000000000   |
| 4     | Charles Hennemann  | USA    | 09,1800000000000   |
| 5     | Charles Chadwick   | USA    | k. A.0000000000    |
| 6     | Ralph Rose         | USA    | 08,530 (geschätzt) |

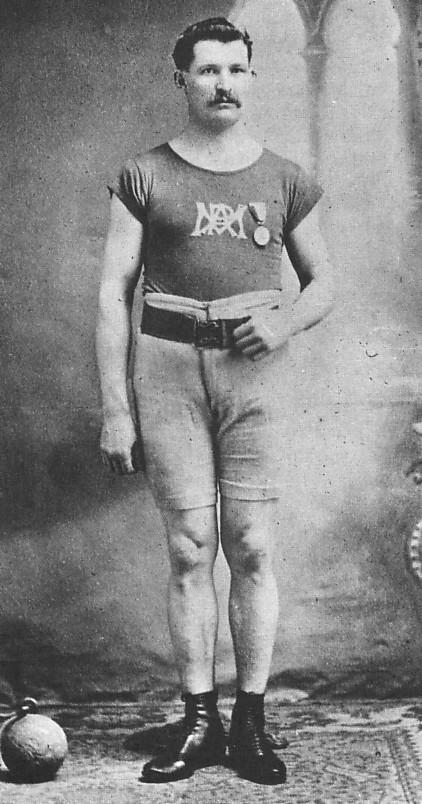
Der kanadische Olympiasieger Étienne Desmarteau war einer von nur zwei Goldmedaillengewinnern, die nicht aus den USA kamen

Geworfen wurde eine 56 Pfund (25,4 kg) schwere Kugel, an die einer kurzen Kette befestigt war. Die Würfe waren aus einem Ring mit sieben Fuß – das entspricht 2,13 m – auszuführen. Vor dem Wettkampf galt Weltrekordinhaber John Flanagan als Favorit. Diesen hatte er allerdings nicht aus einem Ring, sondern mit freiem Anlauf erzielt. Flanagan musste sich jedoch dem Frankokanadier Étienne Desmarteau geschlagen geben.
Im Verlauf der Konkurrenz lag der vierzigjährige James Mitchel zwischenzeitlich an zweiter Stelle, doch mit seinem letzten Versuch übertraf Hammerwurfolympiasieger John Flanagan ihn noch um ein paar Zentimeter. Mitchel war in seiner früheren Laufbahn mit insgesamt 42 Meisterschaften in Irland, England und den Vereinigten Staaten äußerst erfolgreich, konnte hier jedoch auch in den anderen Wettbewerben mit den jüngeren Werfern nicht mehr ganz mithalten. Immerhin errang er in dieser Disziplin eine Bronzemedaille. Den vierten Rang belegte Charles Hennemann vor dem Hammerwurfvierten und Kugelstoßfünften Charles Chadwick. Kugelstoßolympiasieger Ralph Rose wurde deutlich abgeschlagen Sechster.
Der Gewichtwurf war einer von nur zwei Leichtathletikwettbewerben in St. Louis mit einem Sieger, der nicht aus den USA kam. Nur im Zehnkampf war dies mit dem britischen Goldmedaillengewinner Tom Kiely auch noch der Fall.
Für die Plätze zwei bis vier sind in den hier eingesetzten Quellen teilweise abweichende Weiten im Zentimeter- oder halben Zentimeterbereich ausgewiesen. Dabei handelt es sich vermutlich um durch Umrechnung aus dem englischen Maßsystem oder auch durch Rundung zustande gekommene Resultate. Gemessen wurde damals in vielen Disziplinen beim Werfen und Springen tatsächlich im halben Zentimeter-Bereich, manchmal sogar noch detaillierter, wie bei diesen Olympischen Spielen im Hochsprung. Die Weite des sechstplatzierten Rose wurde geschätzt, für Chadwick liegt keine Weitenangabe vor.

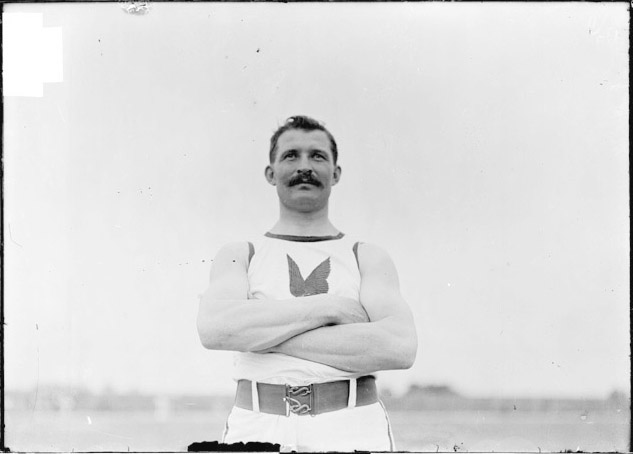
Der Kanadier Étienne Desmarteau, Gewinner des Gewichtwurfs, war einer von zwei Olympiasiegern, die nicht aus den Vereinigten Staaten kamen
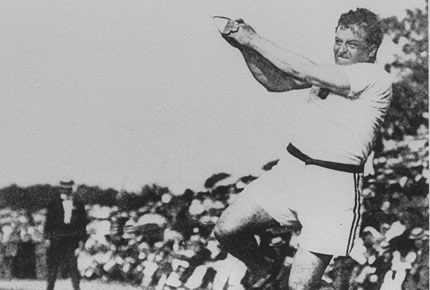
Der Olympiazweite John Flanagan – hier beim Hammerwurf, das er gewann – war außerdem Vierter im Diskuswurf
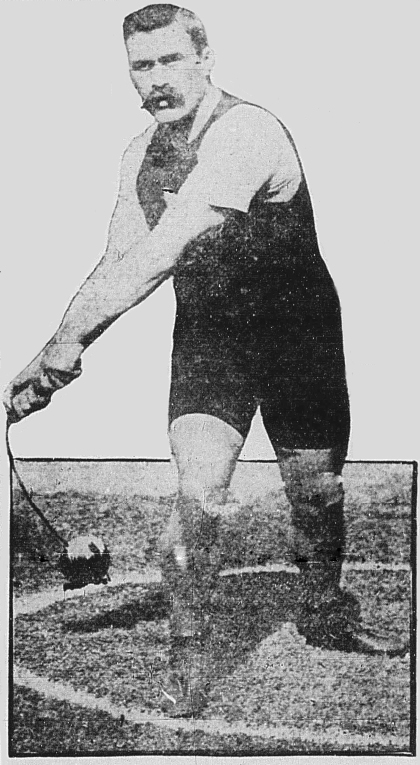
Bronzemedaillengewinner James Mitchel – hier beim Hammerwurf im Jahre 1906, in St. Louis außerdem Fünfter im Hammerwurf und Sechster im Diskuswurf

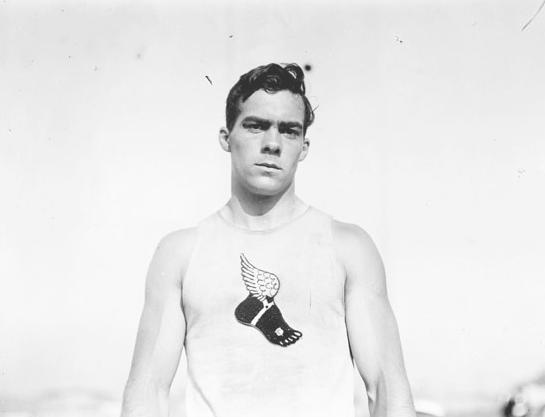
Der Olympiafünfte Charles Chadwick, auch Hammerwurf-Vierter und Kugelstoß-Fünfter
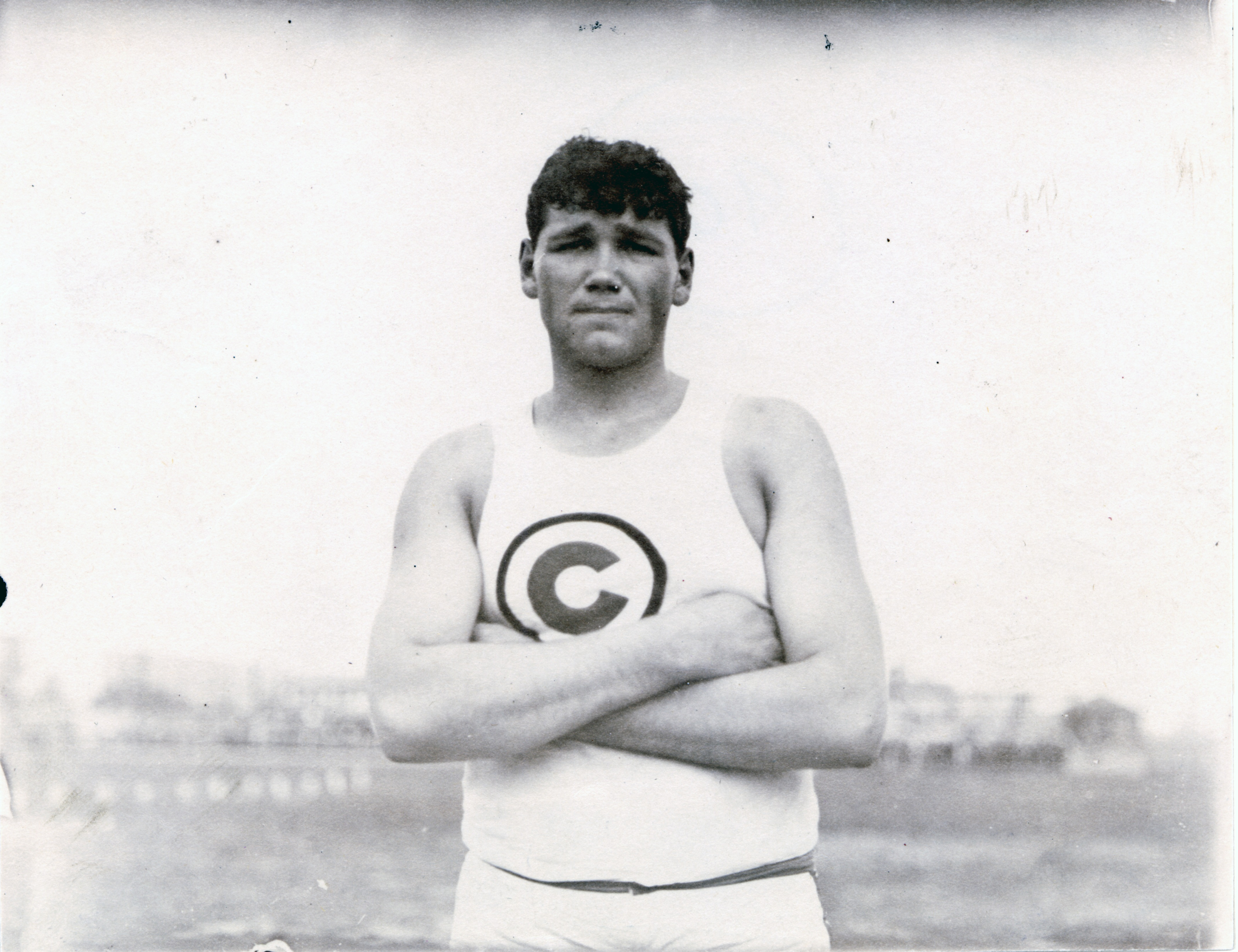
Ralph Rose, Sieger des Kugelstoßens, Zweiter des Diskuswurfs und Dritter des Hammerwurfs, musste sich hier mit Platz sechs zufriedengeben